# Îlot Fourneau
Pour les articles homonymes, voir Fourneau.
L'îlot Fourneau est une île de l'océan Indien située au sud du Morne Brabant sur la côte sud-ouest de l'île principale de la république de Maurice.